# Mezquita Yeşil de Íznik
La mezquita Yeşil de Íznik (en turco: Yeşil Camii, lit. 'mezquita Verde'), también llamada mezquita Verde, es una histórica mezquita otomana construida en el siglo XIV en la ciudad de Iznik —la antigua Nicea—, hoy en la provincia de Bursa de Turquía.

## La mezquita

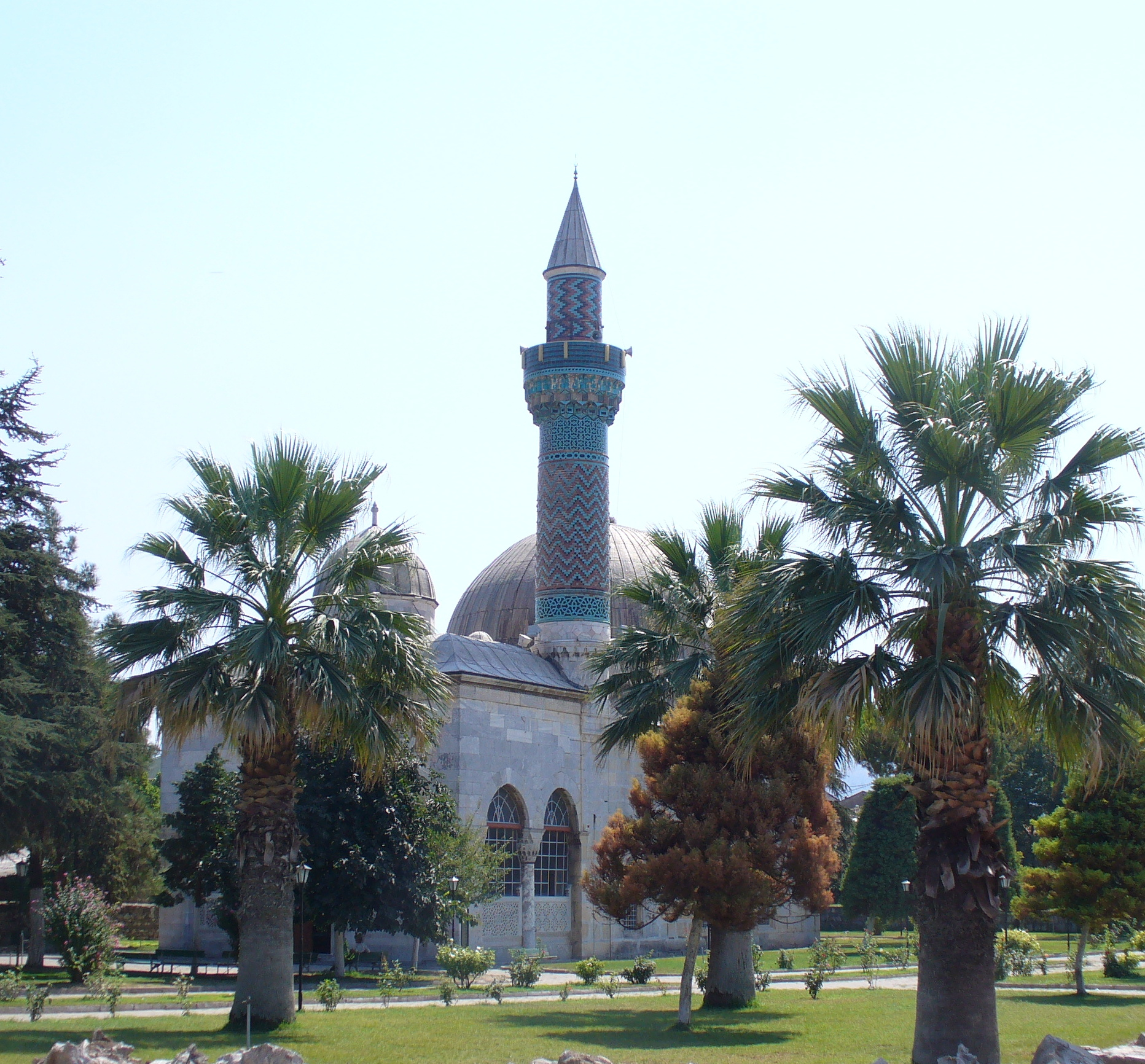
Otra vista exterior de la mezquita

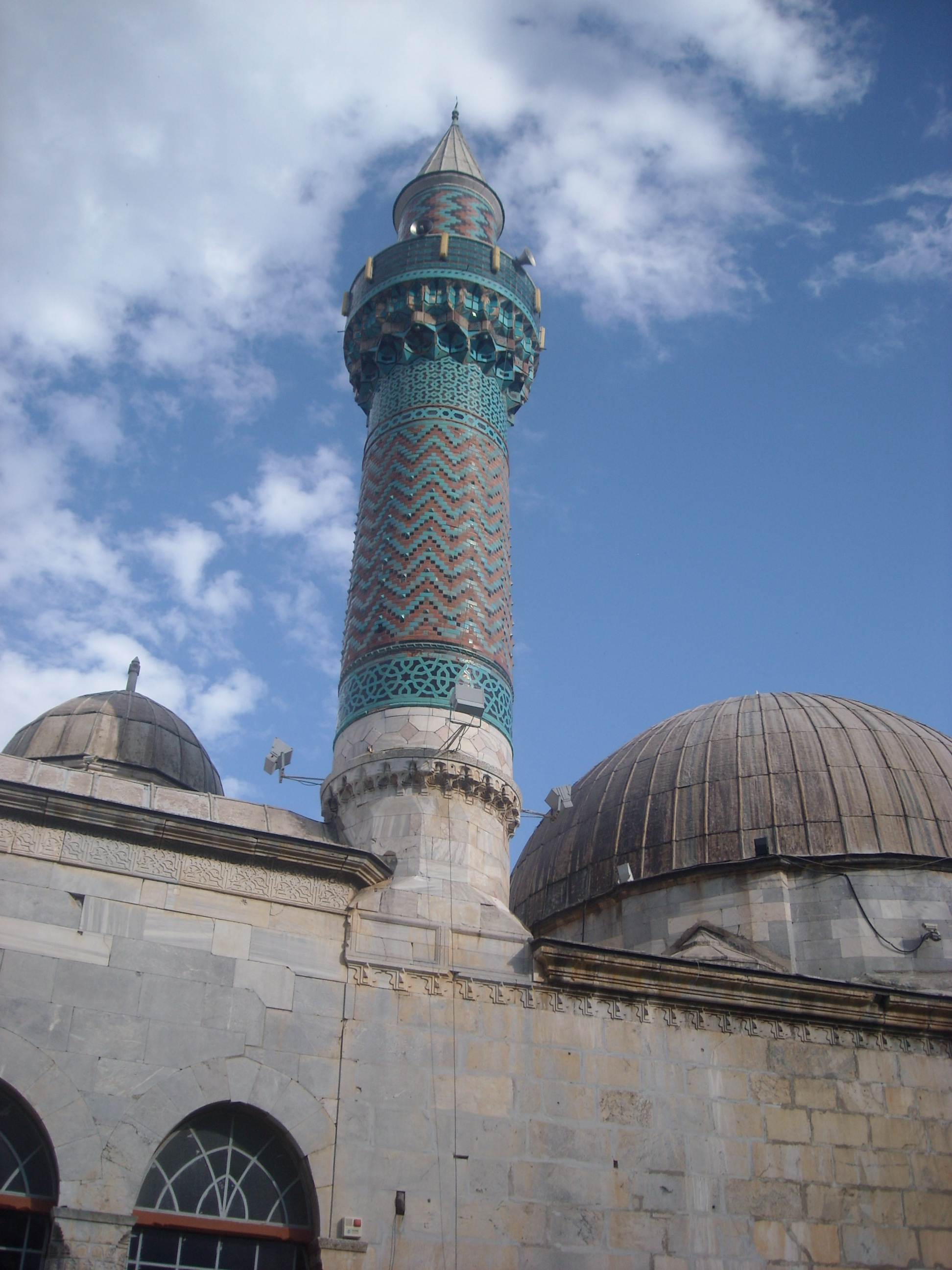
detalle del minarete

La mezquita Yeşil, uno de los primeros ejemplos de la arquitectura otomana, fue construida por orden del gran visir Çandarlı Kara Halil Hayreddin Pasha (r. 1349-1387) del sultán (Murad I en Iznik. Fue completada más tarde por su hijo Ali Pasha (r. 1387-1406). La inscripción en la mezquita da como fecha de su construcción AH 780-794 (1378-1391) y como arquitecto a Haci bin Musa.
La mezquita se encuentra cerca de la puerta de Lefke, en el borde oriental de la ciudad. Se compone de un pórtico de tres huecos y una única sala de oración cubierta con una única cúpula de 10,5 m de diámetro. La altura de la cúpula es de 17,5 m por encima del piso, tiene cuatro ventanas y las partes inferiores de las paredes interiores están revestidas con paneles de mármol gris. La mezquita tiene un único minarete en la esquina noroeste del edificio que está decorado con azulejos de color compuesto verde esmaltado terracota, amarillo, turquesa y púrpura oscuro. El coloreado minarete de azulejos da a la mezquita su nombre: Yeşil (en turco, 'verde').
La mezquita fue dañada en 1922 por el ejército griego durante la Guerra de Independencia Turca. La mezquita fue restaurada entre 1956 y 1969. 